# Petruro Irpino
Petruro Irpino község (comune) Olaszország Campania régiójában, Avellino megyében.

## Fekvése
A megye északi részén fekszik. Határai: Altavilla Irpina, Chianche, San Nicola Manfredi, Torrioni és Tufo. A település egy, a Sabato folyó völgyére néző domb tetejére épült.

## Története
Az elsősorban mezőgazdasági jellegű település a középkor során feudális birtok volt. Önállóságát 1927-ben nyerte el.

## Népessége
A népesség számának alakulása:

## Főbb látnivalói
Legfőbb látnivalói a középkori központ, a 13. századi San Bartolomeo-plébániatemplom valamint a Palazzo Capozzi.